# Slag bij Wiesloch (1632)
De Slag bij Wiesloch vond plaats bij Wiesloch op 16 augustus 1632 tijdens de Zweedse fase van de Dertigjarige Oorlog. Een Zweeds leger onder graaf Gustaf Horn won toen de slag tegen het leger van het Heilig Roomse Rijk dat werd geleid door graaf Ernesto Montecuccoli.